# 原子晶体
原子晶体指的是内部原子以共价键的形式连接并形成空间网状结构的固体物质。典型的物质有：金刚石、硅、二氧化硅、碳化硅等。不具有一定的分子量，故網狀固體的化學式是以實驗式表示。特点是熔沸点很高，硬度大，且具有無限延伸構造。

金刚石晶体的空间网状结构

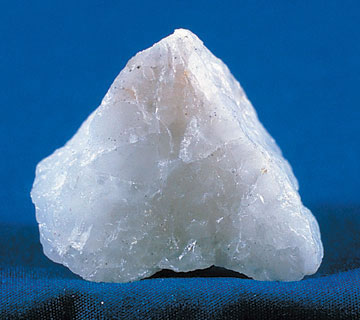
二氧化硅晶体